# Myria
Myria (nejednotná zkratka, např. ma, my) je historická předpona metrické soustavy, znamenající násobek 10 000 základní jednotky. Myria byla součástí francouzské metrické soustavy zavedené roku 1795, do soustavy SI ale v roce 1960 včleněna nebyla. Její název pochází z řeckého μύριοι.